# Mario Trejo (ur. 1956)
Mario Alberto Trejo Guzmán (ur. 11 lutego 1956 w Meksyku) – meksykański piłkarz występujący na pozycji obrońcy i trener piłkarski.

## Kariera klubowa
Trejo zawodową karierę rozpoczynał w 1975 roku w klubie CF América. W 1976 roku zdobył z nim mistrzostwo Meksyku. W 1978 roku wygrał z zespołem rozgrywki Pucharu Mistrzów CONCACAF oraz Copa Interamericana. W 1984 roku oraz w 1985 roku ponownie zdobył z nim mistrzostwo Meksyku. W 1986 roku odszedł do Tampico Madero. Występował tam przez cztery kolejne lata. W sumie rozegrał tam 88 spotkań i zdobył 11 bramek. W 1990 roku zakończył karierę.

## Kariera reprezentacyjna
W reprezentacji Meksyku Trejo zadebiutował 28 lutego 1980 roku w przegranym 0:1 towarzyskim meczu z Koreą Południową. W 1986 roku został powołany do kadry narodowej na Mistrzostwa Świata. Zagrał na nich w pojedynkach z Belgią (2:1) oraz Paragwajem (1:1). Z tamtego turnieju Meksyk odpadł w ćwierćfinale. W latach 1980–1986 w drużynie narodowej Trejo rozegrał w sumie 53 spotkania i zdobył 1 bramkę.